# Resolució 1590 del Consell de Seguretat de les Nacions Unides
La Resolució 1590 del Consell de Seguretat de les Nacions Unides fou adoptada per unanimitat el 24 de març de 2005. Després de recordar les resolucions 1547 (2004), 1556 (2004), 1574 (2004), 1585 (2005) i 1588 (2005) sobre la situació al Sudan, el Consell va establir la Missió de les Nacions Unides al Sudan (UNMIS) per a un període inicial de sis mesos.
L'aprovació de la resolució va crear la 17a missió activa de manteniment de la pau de les Nacions Unides. La votació sobre la resolució relativa principalment al Sudan del Sud es va retardar tres setmanes a causa dels desacords sobre la situació al proper Darfur.

## Observacions
El Consell de Seguretat va donar la benvinguda a la signatura de l'Acord de Pau Complet el gener de 2005 entre el govern del Sudan i l'Exèrcit i Moviment Popular d'Alliberament del Sudan. Es va instar a les parts a aconseguir la pau i l'estabilitat al Darfur i evitar noves violacions dels drets humans i dret internacional humanitari i posar fi a la impunitat. Aquestes violacions dels drets humans i de l'alto el foc van ser condemnades.
El preàmbul de la resolució també va expressar la seva preocupació per la situació humanitària i la seguretat dels treballadors d'ajuda humanitària. Es va alarmar per la violència contínua al Darfur i va assenyalar que les parts en l'Acord de Pau Complet havien demanat la presència d'una missió de manteniment de la pau. El Consell considerava que la situació era una amenaça per a la pau i la seguretat internacionals.

## Actes
El Consell de Seguretat va decidir establir la UNMIS per un període inicial de sis mesos, amb 10.000 militars i 715 policies. Se la va instruir a cooperar amb la Missió de la Unió Africana al Sudan (AMIS) i tenia el següent mandat:
(a) recolzar l'aplicació de l'Acord de Pau Complet;
(b) facilitar el lliurament de l'assistència humanitària i el retorn de refugiats i desplaçats interns;
(c) ajudar en els esforços de desminatge;
(d) contribuir a la protecció dels drets humans i la protecció dels civils.
Es va instar a les parts a garantir la seguretat i llibertat de circulació de la UNMIS i el personal humanitari, i va subratllar que no podria haver-hi cap solució militar al conflicte a Darfur. Mentrestant, es va demanar al secretari general Kofi Annan que transferís les responsabilitats de la Missió Avançada de les Nacions Unides al Sudan (UNAMIS) a la UNMIS i que informés periòdicament al Consell sobre els esdeveniments.
La resolució exigia una estricta adhesió a la política de tolerància zero en l'explotació sexual. A més, actuant en virtut del Capítol VII de la Carta de les Nacions Unides, la UNMIS va ser autoritzada a utilitzar la força si fos necessari per protegir el personal, els civils i les instal·lacions durant el mandat. El Consell també va demanar un augment en el desplegament dels monitors de drets humans a la regió del Darfur.